# Melvin Landerneau
Melvin Landerneau (Le Lamentin, Martinica, 28 de setembro de 1997) é um desportista francês que compete no ciclismo na modalidade de pista. Ganhou uma medalha de bronze no Campeonato Europeu de Ciclismo em Pista de 2019, na prova de velocidade por equipas.

## Medalheiro internacional
| Campeonato Europeu | Campeonato Europeu         | Campeonato Europeu | Campeonato Europeu     |
| Ano                | Lugar                      | Medalha            | Competição             |
| ------------------ | -------------------------- | ------------------ | ---------------------- |
| 2019               | Apeldoorn ( Países Baixos) | Medalha de bronze  | Velocidade por equipas |

1. ↑  Competiu na rodada de classificação.